# Itatiaia
Itatiaia és un municipi de l'Estat de Rio de Janeiro, al Brasil.